# Josh Honohan
Joshua "Josh" Honohan (Cork, 28 marzo 2001) è un calciatore irlandese, difensore dello Shamrock Rovers e della nazionale irlandese.

## Caratteristiche tecniche
Difensore molto duttile tatticamente, può essere impiegato sia in posizione centrale che come terzino.

## Carriera

### Club
Cresciuto nel Cork City, con cui ha vinto la First Division nel 2022, il 16 novembre 2023 viene tesserato dallo Shamrock Rovers. Con il club di Dublino vince subito la Supercoppa d'Irlanda, segnando una rete nel 3-1 ottenuto contro il St Patrick's.

### Nazionale
Nel maggio del 2025 ha ottenuto la prima convocazione con la nazionale maggiore irlandese, in occasione delle amichevoli contro Svezia e Lussemburgo.

## Statistiche

### Presenze e reti nei club
Statistiche aggiornate al 25 maggio 2025.
| Stagione               | Squadra                | Campionato             | Campionato | Campionato | Coppe nazionali | Coppe nazionali | Coppe nazionali | Coppe continentali | Coppe continentali | Coppe continentali | Altre coppe | Altre coppe | Altre coppe | Totale | Totale |
| Stagione               | Squadra                | Comp                   | Pres       | Reti       | Comp            | Pres            | Reti            | Comp               | Pres               | Reti               | Comp        | Pres        | Reti        | Pres   | Reti   |
| ---------------------- | ---------------------- | ---------------------- | ---------- | ---------- | --------------- | --------------- | --------------- | ------------------ | ------------------ | ------------------ | ----------- | ----------- | ----------- | ------ | ------ |
| 2019                   | Cork City              | PD                     | 2          | 0          | CI+CdL          | 0+0             | 0               | -                  | -                  | -                  | -           | -           | -           | 2      | 0      |
| 2021                   | Cork City              | 1D                     | 7          | 0          | CI              | 1               | 0               | -                  | -                  | -                  | -           | -           | -           | 8      | 0      |
| 2022                   | Cork City              | 1D                     | 17         | 2          | CI              | 2               | 0               | -                  | -                  | -                  | -           | -           | -           | 19     | 2      |
| 2023                   | Cork City              | PD                     | 33+1       | 0          | CI              | 4               | 1               | -                  | -                  | -                  | -           | -           | -           | 38     | 2      |
| Totale Cork City       | Totale Cork City       | Totale Cork City       | 59+1       | 2          |                 | 7               | 1               |                    | -                  | -                  |             | -           | -           | 67     | 3      |
| 2024                   | Shamrock Rovers        | PD                     | 35         | 1          | CI              | 1               | 0               | UCL+UEL+UCoL       | 4+3+8              | 0+0+1              | SI          | 1           | 1           | 52     | 3      |
| 2025                   | Shamrock Rovers        | PD                     | 17         | 2          | CI              | 0               | 0               | UCoL               | 0                  | 0                  | -           | -           | -           | 17     | 2      |
| Totale Shamrock Rovers | Totale Shamrock Rovers | Totale Shamrock Rovers | 52         | 3          |                 | 1               | 0               |                    | 15                 | 1                  |             | 1           | 1           | 69     | 5      |
| Totale carriera        | Totale carriera        | Totale carriera        | 111+1      | 5          |                 | 8               | 1               |                    | 15                 | 1                  |             | 1           | 1           | 136    | 8      |

## Palmarès

### Club

#### Competizioni nazionali
- League of Ireland First Division: 1

Cork City: 2022
- Supercoppa d'Irlanda: 1

Shamrock Rovers: 2024